# Scolodontina
Scolodontina zijn een onderorde van weekdieren uit de klasse van de Gastropoda (slakken).

## Taxonomie
De volgende superfamilie is bij de onderorde ingedeeld:
- Scolodontoidea H.B. Baker, 1925